# Liste des œuvres citées dans À la recherche du temps perdu

Cette liste se base sur l'ouvrage d'Eric Karpeles Le Musée imaginaire de Marcel Proust et ne retient que les œuvres nommément citées ou bien évoquées avec assez de précision pour être identifiées. Par conséquent, les illustrations figurant dans l'ouvrage, supposées correspondre aux évocations de Marcel Proust, n'ont pas été reportées sur cette liste. D'autre part Marcel Proust fait référence à de nombreux autres artistes tout au long de son roman et à des œuvres soit imprécises soit imaginaires qui ne figurent pas ici.
Proust fréquentait très régulièrement le musée du Louvre ainsi que les expositions et galeries parisiennes. Il a également voyagé à l'étranger, en particulier en Italie et aux Pays-Bas où il a pu observer nombre d'œuvres qu'il citera par la suite. Il s'est également inspiré de reproductions publiées dans des livres et revues d'art.

« Par l'art seulement nous pouvons sortir de nous, savoir ce que voit un autre de cet univers qui n'est pas le même que le nôtre et dont les paysages nous seraient restés aussi inconnus que ceux qu'il peut y avoir dans la lune. Grâce à l'art, au lieu de voir un seul monde, le nôtre, nous le voyons se multiplier, et autant qu'il y a d'artistes originaux, autant nous avons de mondes à notre disposition... »

— Marcel Proust, Le Temps retrouvé
| image                            | texte correspondant                            | titre | auteur               | date         | lieu                                             | élément Wikidata |
| -------------------------------- | ---------------------------------------------- | --- | -------------------- | ------------ | ------------------------------------------------ | ---------------- |
|                                  | Du côté de chez Swann (tome 1)                 | Le Sacrifice d'Abraham                                                                                        | Benozzo Gozzoli      | 15e S        | Campo Santo, Pise                                |                  |
|                                  | Du côté de chez Swann (tome 1)                 | La Cathédrale de Chartres                                                                                     | Camille Corot        | 1830         | musée du Louvre, Paris                           | Q18177756        |
|                                  | Du côté de chez Swann (tome 1)                 | Les Grandes-Eaux de Saint-Cloud                                                                               | Hubert Robert        |              |                                                  |                  |
|                                  | Du côté de chez Swann (tome 1)                 | Eruption du Vésuve                                                                                            | William Turner       |              |                                                  |                  |
|                                  | Du côté de chez Swann (tome 1)                 | La Cène (gravure d'après Léonard de Vinci)                                                                    | Raphaël Morghen      |              |                                                  |                  |
|                                  | Du côté de chez Swann (tome 1)                 | Vues de Rome                                                                                                  | Piranèse             |              |                                                  |                  |
|                                  | Du côté de chez Swann (tome 1)                 | Vertus et vices : Charité                                                                                     | Giotto               | 1306         | église de l'Arena de Padoue                      | Q3658720         |
|                                  | Du côté de chez Swann (tome 1)                 | Vertus et vices : Envie                                                                                       | Giotto               |              | église de l'Arena de Padoue                      | Q1118638         |
|                                  | Du côté de chez Swann (tome 1)                 | Vertus et vices : Justice                                                                                     | Giotto               | 1306         | église de l'Arena de Padoue                      | Q3771743         |
|                                  | Du côté de chez Swann (tome 1)                 | Le Sultan Mehmet II                                                                                           | Gentile Bellini      | 1480         | National Gallery, Londres                        | Q3937436         |
| (version du Walters Arts museum) | Du côté de chez Swann (tome 1)                 | Les Illusions perdues                                                                                         | Charles Gleyre       | 1843         | musée du Louvre, Paris                           | Q24413307        |
|                                  | Du côté de chez Swann (tome 1)                 | Procession sur la Place Saint-Marc                                                                            | Gentile Bellini      | 1490 (circa) | Gallerie dell'Accademia de Venise                | Q3922376         |
|                                  | Du côté de chez Swann (tome 1)                 | La Jeunesse de Moïse (détail : les filles de Jethro : Zéphora)                                                | Sandro Botticelli    | 1481         | Chapelle Sixtine, Rome                           | Q2268725         |
|                                  | Du côté de chez Swann (tome 1)                 | Buste du doge Lorédan                                                                                         | Antoine Rizzo        |              |                                                  |                  |
|                                  | Du côté de chez Swann (tome 1)                 | Portrait d'un vieillard et d'un jeune garçon                                                                  | Domenico Ghirlandaio | 1490         | musée du Louvre, paris                           | Q23915           |
|                                  | Du côté de chez Swann (tome 1)                 | La ronde de nuit                                                                                              | Rembrandt            | 1642         | Rijksmuseum, Amsterdam                           | Q219831          |
|                                  | Du côté de chez Swann (tome 1)                 | Portrait de groupe des régentes de l'hospice des vieillards                                                   | Frans Hals           | 1664         | musée Frans Hals, Haarlem                        | Q5971284         |
|                                  | Du côté de chez Swann (tome 1)                 | Le Printemps                                                                                                  | Sandro Botticelli    | 1478         | galerie des Offices, Florence                    | Q549847          |
|                                  | Du côté de chez Swann (tome 1)                 | La Vierge à la grenade                                                                                        | Sandro Botticelli    | 1487         | galerie des Offices, Florence                    | Q2269291         |
|                                  | Du côté de chez Swann (tome 1)                 | Vénus et les Grâces offrant des présents à une jeune fille (La bella Vanna alias Giovanna degli Albizzi)      | Sandro Botticelli    | 1483         | musée du Louvre, Paris                           | Q1114881         |
|                                  | Du côté de chez Swann (tome 1)                 | La Naissance de Vénus                                                                                         | Sandro Botticelli    | 1483         | galerie des Offices, Florence                    | Q151047          |
|                                  | Du côté de chez Swann (tome 1)                 | Fresques de la chapelle d'Ovetari                                                                             | Andrea Mantegna      | 1457         | église des Eremitani, Padoue                     | Q3087562         |
|                                  | Du côté de chez Swann (tome 1)                 | Retable de San Zeno                                                                                           | Andrea Mantegna      | 1457         | basilique San Zeno, Vérone                       | Q2066739         |
|                                  | Du côté de chez Swann (tome 1)                 | Vertus et vices Injustice                                                                                     | Giotto               | 1306         | église de l'Arena de Padoue                      | Q3798688         |
|                                  | Du côté de chez Swann (tome 1)                 | Diane et ses compagnes                                                                                        | Vermeer              | 1650 (circa) | Mauritshuis, La Haye                             | Q32234           |
|                                  | Du côté de chez Swann (tome 1)                 | La création des astres                                                                                        | Michel-Ange          | 1511         | chapelle Sixtine, Rome                           | Q3696827         |
|                                  | A l'ombre des jeunes filles en fleurs (tome 2) | L'Assomption de la Vierge                                                                                     | Titien               | 1516         | basilique Santa Maria Gloriosa dei Frari         | Q1899740         |
|                                  | A l'ombre des jeunes filles en fleurs (tome 2) | Portrait de Savonarole                                                                                        | Fra Bartolomeo       | 1498         | musée national San Marco, Florence               | Q24707644        |
|                                  | A l'ombre des jeunes filles en fleurs (tome 2) | La chapelle des Mages                                                                                         | Benozzo Gozzoli      |              | palais Medici-Riccardi, Florence                 | Q737232          |
|                                  | A l'ombre des jeunes filles en fleurs (tome 2) | L'Adoration des mages                                                                                         | Bernardino Luini     |              | musée du Louvre, Paris                           | Q18572492        |
|                                  | A l'ombre des jeunes filles en fleurs (tome 2) | La Joconde | Léonard de Vinci     | 1503         | musée du Louvre, Paris                           | Q12418           |
|                                  | A l'ombre des jeunes filles en fleurs (tome 2) | La Madone du Magnificat                                                                                       | Botticelli           | 1481         | galerie des Offices, Florence                    | Q2551625         |
|                                  | A l'ombre des jeunes filles en fleurs (tome 2) | Crucifixion                                                                                                   | Andrea Mantegna      | 1450 (circa) | musée du Louvre, Paris                           | Q3698197         |
|                                  | A l'ombre des jeunes filles en fleurs (tome 2) | Crucifixion                                                                                                   | Véronèse             | 1580 (circa) | musée du Louvre, Paris                           | Q18617031        |
|                                  | A l'ombre des jeunes filles en fleurs (tome 2) | Jupiter et Sémélé                                                                                             | Gustave Moreau       | 1880 (circa) | musée Gustave-Moreau, Paris                      | Q6314660         |
|                                  | A l'ombre des jeunes filles en fleurs (tome 2) | Philosophe en méditation                                                                                      | Rembrandt            | 1632         | musée du Louvre, Paris                           | Q3381192         |
|                                  | A l'ombre des jeunes filles en fleurs (tome 2) | Crépuscule en Opale : Trouville                                                                               | Whistler             | 1865         | Toledo museum of art                             |                  |
| \| \|                            | A l'ombre des jeunes filles en fleurs (tome 2) | La Procession de mariage, chapelle des Scrovegni, Padoue                                                      | Giotto               | 1304-1306    | église de l'Arena de Padoue                      | Q3694765         |
|                                  | A l'ombre des jeunes filles en fleurs (tome 2) | La famille Jeffreys                                                                                           | William Hogarth      | 1730         | centre d'art britannique de Yale                 | Q23758316        |
|                                  | A l'ombre des jeunes filles en fleurs (tome 2) | L'idolâtrie, Chapelle des Scrovegni                                                                           | Giotto               | 1306         | église de l'Arena de Padoue                      | Q3798476         |
|                                  | A l'ombre des jeunes filles en fleurs (tome 2) | La Légende de Sainte Ursule, La rencontre entre Ursule et le Prince                                           | Vittore Carpaccio    | 1490 (circa) | Galerie dell' Accademia, Venise                  | Q605725          |
|                                  | A l'ombre des jeunes filles en fleurs (tome 2) | Triptyque des Frari                                                                                           | Giovanni Bellini     | 1488         | basilique Santa Maria Gloriosa dei Frari, Venise | Q3999095         |
|                                  | A l'ombre des jeunes filles en fleurs (tome 2) | "Harmonie en rose et or" Symphonie en couleur chair et rose                                                   | Whistler             | 1871 (circa) | The Frick Collection, New York                   | Q19857404        |
|                                  | A l'ombre des jeunes filles en fleurs (tome 2) | Les Trois Grâces                                                                                              | Rubens               | 1639         | musée du Prado, Madrid                           | Q2268524         |
|                                  | Le Côté de Guermantes (tome 3)                 | Harmonie en bleu et argent : Trouville                                                                        | Whistler             | 1865         | musée Isabella Stewart Gardner, Boston           | Q24875753        |
|                                  | Le Côté de Guermantes (tome 3)                 | L'indifférent                                                                                                 | Watteau              |              | musée du Louvre, Paris                           | Q3204146         |
|                                  | Le Côté de Guermantes (tome 3)                 | La Justice et la Vengeance divine poursuivant le Crime                                                        | Pierre-Paul Prud'hon |              | musée du Louvre, Paris                           | Q24882627        |
|                                  | Le Côté de Guermantes (tome 3)                 | Arrivée de Louis XIV au camp devant Maastricht                                                                | van der Meulen       |              | musée du Louvre, Paris                           | Q25174343        |
|                                  | Le Côté de Guermantes (tome 3)                 | La Grande Odalisque                                                                                           | Ingres               |              | musée du Louvre, Paris                           | Q1978815         |
|                                  | Le Côté de Guermantes (tome 3)                 | Olympia (Manet)                                                                                               | Edouard Manet        |              | musée d'Orsay, Paris                             | Q737062          |
|                                  | Le Côté de Guermantes (tome 3)                 | La Source | Ingres               |              | musée d'Orsay, Paris                             | Q1215604         |
|                                  | Le Côté de Guermantes (tome 3)                 | Les Enfants d'Edouard                                                                                         | Paul Delaroche       |              | musée du Louvre, Paris                           | Q17190332        |
|                                  | Le Côté de Guermantes (tome 3)                 | Botte d'asperges                                                                                              | Manet                |              | Wallraf-Richartz-Museum, Cologne                 | Q25175570        |
|                                  | Le Côté de (tome 3)                            | L'Education d'Azor                                                                                            | Jean-Georges Vibert  |              |                                                  |                  |
|                                  | Le Côté de Guermantes (tome 3)                 | Le jeune homme et la mort                                                                                     | Gustave Moreau       |              | Fogg Art Museum, Cambridge                       | Q24251263        |
|                                  | Le Côté de Guermantes (tome 3)                 | Les Régentes de l'hospice des vieillards                                                                      | Frans Hals           |              | musée Frans Hals, Haarlem                        | Q5971284         |
|                                  | Le Côté de Guermantes (tome 3)                 | Châsse de sainte Ursule                                                                                       | Hans Memling         |              | musée Hans Memling, Bruges                       | Q2628587         |
|                                  | Le Côté de Guermantes (tome 3)                 | La Reddition de Breda                                                                                         | Vélasquez            |              | musée du Prado, Madrid                           | Q1133420         |
|                                  | Le Côté de Guermantes (tome 3)                 | Portrait du roi de Pologne et du roi d'Angleterre non identifiés                                              | Pierre Mignard       |              |                                                  |                  |
|                                  | Le Côté de Guermantes (tome 3)                 | Le Pont du Diable au col de saint-Gothard                                                                     | Turner               |              |                                                  |                  |
|                                  | Sodome et Gomorrhe (tome 4)                    | Le Rêve | Edouard Detaille     |              | musée d'Orsay, Paris                             | Q15709560        |
|                                  | Sodome et Gomorrhe (tome 4)                    | Arrangement en noir et or : le Comte Robert de Montesquiou-Fezensac                                           | Whistler             |              | The Frick Collection, New York                   | Q15784056        |
|                                  | Sodome et Gomorrhe (tome 4)                    | Portrait de Jan Six                                                                                           | Rembrandt            |              | Six Collection, Amsterdam                        | Q3937582         |
|                                  | Sodome et Gomorrhe (tome 4)                    | Vénus endormie                                                                                                | Giorgione            |              | Gemäldegalerie Alte Meister, Dresde              | Q500812          |
|                                  | Sodome et Gomorrhe (tome 4)                    | Marie-Anne de Nesle, Marquise de la Tournelle, Duchesse de Châteauroux (1717-1744)                            | Jean-Marc Nattier    |              | musée national du château de Versailles          | Q25713862        |
|                                  | Sodome et Gomorrhe (tome 4)                    | les Nymphéas                                                                                                  | Claude Monet         |              | musée de l'Orangerie, Paris                      | Q1189907         |
|                                  | Sodome et Gomorrhe (tome 4)                    | La Cathédrale de Rouen                                                                                        | Claude Monet         |              | musée d'Orsay, Paris                             | Q3820705         |
|                                  | Sodome et Gomorrhe (tome 4)                    | L'Angélus | Jean-François Millet |              | musée d'Orsay, Paris                             | Q2571560         |
|                                  | Sodome et Gomorrhe (tome 4)                    | Les Noces de Cana                                                                                             | Véronèse             |              | musée du Louvre, Paris                           | Q185255          |
|                                  | La Prisonnière (tome 5)                        | La Lettre d'amour                                                                                             | François Boucher     |              | National Gallery, Washington                     | Q20178004        |
|                                  | La Prisonnière (tome 5)                        | La Leçon de musique                                                                                           | Fragonard            |              | musée du Louvre, Paris                           | Q5967115         |
|                                  | La Prisonnière (tome 5)                        | Saint Sébastien (Mantegna)                                                                                    | Mantegna             |              | musée du Louvre, Paris                           | Q18565594        |
|                                  | La Prisonnière (tome 5)                        | Vue de Delft                                                                                                  | Vermeer              |              | Mauritshuis, La Haye                             | Q523974          |
|                                  | La Prisonnière (tome 5)                        | Le Cercle de la rue Royale                                                                                    | James Tissot         |              |                                                  | Q656132          |
|                                  | La Prisonnière (tome 5)                        | Portrait du Cardinal Fernando Niño de Guevara                                                                 | Le Greco             |              | Metropolitan Museum of Art, New York             | Q3784753         |
|                                  | La Prisonnière (tome 5)                        | Le Retable de San Giobbe                                                                                      | Giovanni Bellini     |              | Gallerie dell'Accademia, Venise                  | Q1751408         |
|                                  | La Prisonnière (tome 5)                        | L'Assomption de la Vierge                                                                                     | Mantegna             |              | Eglise des Eremitani, Padoue                     | Q3627395         |
|                                  | La Prisonnière (tome 5)                        | Les Romains de la décadence                                                                                   | Thomas Couture       |              | musée d'Orsay, Paris                             | Q636001          |
|                                  | La Prisonnière (tome 5)                        | Les Ménines                                                                                                   | Vélasquez            |              | musée du Prado, Madrid                           | Q636001          |
|                                  | La Prisonnière (tome 5)                        | Deux Vénitiennes                                                                                              | Vittore Carpaccio    | 1490-1495    | musée Correr, Venise                             | Q3715966         |
|                                  | La Prisonnière (tome 5)                        | Bethsabée au bain tenant la lettre de David                                                                   | Rembrandt            | 1654         | musée du Louvre, Paris                           | Q32496           |
|                                  | La Prisonnière (tome 5)                        | Le dernier jour d'un condamné                                                                                 | Munkácsy             | 1870         | Galerie Nationale hongroise, Budapest            | Q25909332        |
|                                  | La Fugitive (tome 6)                           | Charles Ier, roi d'Angleterre (1600 - 1649),dit Portrait du roi à la chasse                                   | Anthony Van Dyck     | vers 1635    | musée du Louvre, Paris                           | Q3937485         |
|                                  | La Fugitive (tome 6)                           | Le Martyre des pèlerins et les funérailles de sainte Ursule                                                   | Vittore Carpaccio    | 1493         | Gallerie dell'Academia, Venise                   | Q3850297         |
|                                  | La Fugitive (tome 6)                           | Le Patriarche di Grado exorcisant un possédé                                                                  | Vittore Carpaccio    | vers 1496    | Gallerie dell'Academia, Venise                   | Q3817178         |
|                                  | La Fugitive (tome 6)                           | L'Orage Crépuscule                                                                                            | Whistler             | 1880         | Harvard Art Museum, Cambridge MA                 | Q25952132        |
|                                  | La Fugitive (tome 6)                           | Fresques de la chapelle des Scrovegni                                                                         | Giotto               | 1304-1306    | église de l'Arena , Padoue                       | Q963954          |
|                                  | La Fugitive (tome 6)                           | La Déposition de croix                                                                                        | Giotto               | 1304-1306    | église de l'Arena, Padoue,                       | Q2067212         |
|                                  | La Fugitive (tome 6)                           | La Dogana, San Giorgio, Citella, de la Place de l'Europe                                                      | Turner               | 1842         | Tate Britain, Londres                            | Q18687442        |
|                                  | Le Temps retrouvé (tome 7)                     | Le doge de Venise se rend à la Salute, le 21 novembre, jour de la commémoration de la fin de la peste de 1630 | Guardi               | 1770         | musée                                            | Q18573858        |
|                                  | Le Temps retrouvé (tome 7)                     | Madame Charpentier et ses enfants                                                                             | Auguste Renoir       | 1878         | Metropolitan Museum of Art, New York             | Q686105          |
|                                  | Le Temps retrouvé (tome 7)                     | Portrait de la princesse de Sagan                                                                             | Pierre-Auguste Cot   |              |                                                  |                  |
|                                  | Le Temps retrouvé (tome 7)                     | Portrait de la comtesse de La Rochefoucaud                                                                    | Charles Chaplin      |              |                                                  |                  |
|                                  | Le Temps retrouvé (tome 7)                     | L'Enterrement du comte d'Orgaz                                                                                | Le Greco             | 1586         | église Santo Tomé, Tolède                        | Q94802           |
|                                  | Le Temps retrouvé (tome 7)                     | Le Sermon de saint Étienne                                                                                    | Vittore Carpaccio    | 1514         | musée du Louvre, Paris                           | Q3910090         |
|                                  | Le Temps retrouvé (tome 7)                     | La Liberté guidant le peuple                                                                                  | Eugène Delacroix     | 1830         | musée du Louvre, Paris                           | Q29530           |
|                                  | Le Temps retrouvé (tome 7)                     | Autoportrait à l'âge de 63 ans                                                                                | Rembrandt            | 1669         | National Gallery, Londres                        | Q3630743         |
|                                  | Le Temps retrouvé (tome 7)                     | Madame Récamier                                                                                               | Jacques-Louis David  | 1800         | musée du Louvre, Paris                           | Q2619037         |
|                                  | Le Temps retrouvé (tome 7)                     | Le Déjeuner sur l'herbe                                                                                       | Édouard Manet        | 1862         | musée d'Orsay, Paris                             | Q152509          |
|                                  |                                                | |                      |              |                                                  |                  |